# آنتیوخوس یازدهم
آنتیوخوس یازدهم(مرگ ۹۲ پیش از میلاد) پادشاه سلوکی و پسر آنتیوخوس هشتم و برادر سلوکوس ششم بود. پادشاهی او در کشاکش جنگ‌های خانگی سلوکی بود که این شاهنشاهی باشکوه را به پادشاهی‌هایی بومی درون سوریه محدود کرده‌ بود. هنگامی که برادرش سلوکوس ششم در ۹۵ از آنتیوخوس دهم شکست خورد، آنتیوخوس یازدهم و برادر دیگرش فیلیپ یکم به انتقام خون برادرشان انطاکیه را محاصره کردند. ولی شکست خوردند و آنتیوخوس نیز در هنگام گریز زمانی که می‌خواست سوار بر اسب از رود عاصی بگذرد به درون رود افتاد و غرق شد.